# Anthony B. Richmond
Anthony Barry Richmond (ur. 7 lipca 1942 w Londynie) – brytyjski autor zdjęć filmów kinowych i telewizyjnych, reżyser.

## Życiorys
Zaczynał karierę w wieku piętnastu lat w kinie brytyjskim, później ze Ścieżką-Wiadomości, gdzie był zaangażowany do pracy za kamerą jako asystent reżysera. Podczas gdy w 1964 przebywał w Izraelu podczas kręcenia filmu Judyta, spotykał na swojej drodze Nicolasa Roega, z którym potem pracował przy realizacji filmu Casino Royale (1967). W 1974 odebrał nagrodę BAFTA za najlepsze zdjęcia za film Nie oglądaj się teraz (Don’t Look Now). Debiutował jako reżyser dramatu Déjà Vu (1985), gdzie główną rolą zagrała jego ówczesna żona, Jaclyn Smith).

## Rodzina
Przez osiem lat był mężem Jaclyn Smith (od 4 sierpnia 1981 do 1989), znanej jako Kelly Garrett z serialu Aniołki Charliego. Mają dwoje dzieci: córkę Spencer Margaret (ur. 1983) i syna Gastona (ur. 1986), który w 2002 zginął w wypadku motocyklowym w Roatan na honduraskiej wyspie Bahia. Richmond jest także ojcem asystentów kamery na planie filmowym: George’a i Jonathana Chunky’ego.